# دامه دیوپ
دامه دیوپ (انگلیسی: Dame Diop؛ زادهٔ ۱۵ فوریهٔ ۱۹۹۳ در لوگا) بازیکن فوتبال در پست مهاجم اهل سنگال است.

## باشگاهی
از باشگاه‌هایی که در آن بازی کرده‌است می‌توان به باشگاه فوتبال اسلاویا پراگ، باشگاه فوتبال شیراک، باشگاه فوتبال فاستاو زلین، و باشگاه فوتبال بانیک استراوا اشاره کرد.

## تیم ملی
وی همچنین درتیم ملی فوتبال سنگال بازی کرده‌است.